# Nyhavn
Nyhavn är en liten hamn i centrala Köpenhamn som ligger strax intill Kongens Nytorv. Om sommaren finns här ett antal uteserveringar, och härifrån startar Köpenhamns sightseeingbåtar.
Hamnen grävdes ut 1671-1673 av svenska krigsfångar från Karl X Gustavs andra danska krig, som alternativ till den sedan tidigare existerande hamnen. "Nyhavnskanalen" invigdes av Kristian V av Danmark på 1670-talet, men idag heter hamnen endast Nyhavn. Det äldsta huset är Nyhavn nr. 9 från 1681.